# Ivtchenko-Progress AI-222
La famille de moteurs AI-222 (en ukrainien : « Івченка-Прогрес AI-222 ») est une famille de turbofans à faible taux de dilution conçue par le constructeur ukrainien Ivtchenko-Progress, puis produite par le constructeur ukrainien Motor Sich.

## Conception et développement
Le développement du moteur débuta dans les bureaux de conception de l'entreprise Ivtchenko-Progress de Zaporijia, en Ukraine, en 1999, et fut achevé vers 2008. Il fut assemblé par le constructeur russe Saliout à partir de 2004. En 2009, 12 moteurs furent assemblés par l'entreprise russe, avec une planification de 58 unités supplémentaires en 2010 et encore 33 autres en 2012.
En 2015, le constructeur russe « Saliout » (ru) commença à produire l'AI-222-25 sans aucune implication ukrainienne, alors qu'avant, les frais d'investissement et de production étaient partagés à 50 % avec la société ukrainienne.
Basé sur l'Ivtchenko-Progress AI-22, le moteur fut initialement prévu pour équiper l'avion d'entraînement Yakovlev Yak-130. Une version dotée de postcombustion, l’AI-222-25F (du russe/ukrainien : « Форсаж », signifiant « réchauffe »), a été choisie pour équiper l'avion d'entraînement chinois Hongdu L-15 (en). Le moteur est également disponible avec un système de vectorisation de la poussée

## Caractéristiques
Le moteur est constitué d'un compresseur basse-pression (la soufflante) à deux étages, utilisant la technologie des disques aubagés monoblocs (DAM), d'un compresseur haute-pression à 8 étages, d'une chambre de combustion annulaire, et de turbines haute et basse-pression à un étage chacune. L'ensemble est constitué sur deux corps séparés, les parties basse-pression étant reliées entre elles par un arbre courant à l'intérieur de l'arbre reliant les parties haute-pression entre elles.
Les dernières versions du moteur se distinguent des premières par une chambre de combustion modifiée, ainsi que des éléments prélevés au moteur Ivtchenko-Progress D-27, en particulier les étages de compresseur et de turbine à haute-pression.
Selon les désirs des clients désirant utiliser le moteur, une tuyère vectorielle peut être installé à la place de la tuyère classique. Elle permet de dévier le jet d'échappement du moteur d'un angle de 20° dans toutes les directions.
Pour la première fois sur un moteur de ce type, le système de gestion employé est numérique, de type FADEC. La conception modulaire du moteur permet permet également de simplifier et de raccourcir le temps dédié aux opérations de réparation ou maintenance.

## Versions
- AI-222-25 : Version équipant le Yak-130 ;
- AI-222-25F : Version équipant le L-15 ;
- AI-222-25KVT
- AI-222-25KFK
- AI-222-28
- AI-222-28F

## Applications
- Hongdu L-15 (en) : AI-222-25F ;
- Yakovlev Yak-130 : AI-222-25.